# '87 薬師丸ひろ子ファーストライヴ 星紀行
『'87 薬師丸ひろ子ファーストライヴ 星紀行』（'87 やくしまるひろこ ファーストライヴ ほしきこう）は1987年12月25日にリリースされた薬師丸ひろ子のライブ・アルバム。発売元は東芝EMI（現・ユニバーサルミュージック）。商品コードはLP:RT28-5080、CT:ZT28-5080、CD:CT32-5080。

## 解説
1987年7月上旬から行われた全国コンサートツアー『トーク・ファーストツアー「星紀行」元気を出して!コンサート』の最終公演日である、同年8月17日のコンサートを収録している。同コンサートは、東京都新宿区に所在する東京厚生年金会館にて行われた。
収録16曲のうち数か所に、薬師丸のMCが入っている他、CT・CDの初回盤には3枚のフォトカードが付属している。
オリコンチャートの登場週数は2週、チャート最高順位は週間94位、トータル0.3万枚のセールスを記録した。

## 収録曲
1. 星は何処へ行くのでしょう
  - 作詞: 伊集院静、作曲: 中田喜直
2. セーラー服と機関銃
  - 作詞: 来生えつこ、作曲: 来生たかお
3. 星紀行 〜キャメルの伝説〜
  - 作詞: 伊集院静、作曲: 辻畑鉄也
4. メイン・テーマ
  - 作詞: 松本隆、作曲: 南佳孝
5. すこしだけやさしく
  - 作詞: 松本隆、作曲: 大瀧詠一
6. 元気を出して
  - 作詞・作曲: 竹内まりや
7. 日差しはとてもオシャレさん
  - 作詞: 伊集院静、作曲: 中田喜直
8. 椰子の実
  - 作詞: 島崎藤村、作曲: 大中寅二
9. 風と光に抱かれて
  - 作詞: 伊集院静、作曲: 中崎英也
10. 日差しのSTEADY BOY
  - 作詞: 伊集院静、作曲: 松尾清憲
11. ギンガムシャツに書いた勇気
  - 作詞: 伊集院静、作曲: 根本要
12. あなたを・もっと・知りたくて
  - 作詞: 松本隆、作曲: 筒美京平
13. 未完成
  - 作詞・作曲: 中島みゆき
14. Woman“Wの悲劇”より
  - 作詞: 松本隆、作曲: 呉田軽穂
15. 探偵物語
  - 作詞: 松本隆、作曲: 大瀧詠一
16. 夢の中へ
  - 作詞: 伊集院静、作曲: 井上ヨシマサ